# Sci-Fighter
Sci-Fighter es una película estadounidense de acción y ciencia ficción de 2004, dirigida por Art Camacho, escrita por Thomas Callicoat, musicalizada por Vince DiCola y Kenny Meriedeth, en la fotografía estuvo Andrea V. Rossotto y los protagonistas son Don Wilson, Cynthia Rothrock y Lorenzo Lamas, entre otros. El filme fue realizado por Gorilla Pictures y se estrenó el 29 de octubre de 2004.

## Sinopsis
Un virus informático se ha metido en un juego de pelea de realidad virtual y un adolescente desobediente quedó atrapado. Ahora, el padre tiene que entrar al programa infectado y rescatarlo, tendrá que hacerse camino a través de un laberinto muy peligroso, en donde hay luchadores de artes marciales que querrán matarlo.